# Automat do gry

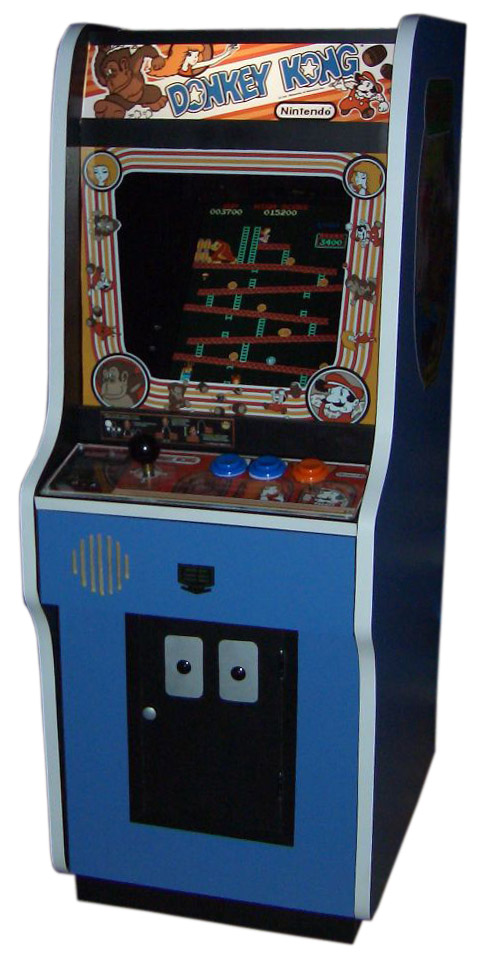
Pionowy automat do gry Donkey Kong

Automat do gry – konstrukcja służąca rozrywce, umieszczana najczęściej w salonach gier bądź też pubach lub klubach. Uruchomienie gry następuje w momencie wrzucenia monety bądź żetonu w otwór wrzutowy, zabawa ograniczona jest zwykle pewnym wyznacznikiem narzuconym przez producenta lub właściciela automatu (np. liczba prób/żyć, przejście na wyższy poziom, zdobycie określonego celu w zadanym czasie, ukończenie gry).
Zwykle automaty do gier wyposażone były w gałkę sterującą (dżojstik) i kilka klawiszy; stosowane były również nawet 4 takie zestawy, aby mogło grać jednocześnie do 4 osób na jednym automacie. Wykorzystywano także inne rozwiązania, jak pokrętło w Pongu, pistolety świetlne w strzelankach, kierownice w grach wyścigowych (niekiedy nawet całe kokpity samochodowe), maty do tańczenia czy dwie gałki w niektórych strzelankach, będących prekursorami twin stick shooterów, lub grach walki jak International Karate.

## Historia
Pierwszym automatem do gier był Computer Space z 1971 roku, choć wiele osób jako pierwszą maszynę typu arcade kojarzy grę Pong z 1972 roku. Również pierwsze gry były jej kopiami jak np. Quadrapong czy Super-Pong. Od tego czasu twórcy zaczęli iść w wielu kreatywnych kierunkach. Był to okres Złotej ery gier arcade, trwającej od końca lat 70. do początkiem lat 80. Powstało wtedy wiele nowych pomysłów jak gry wektorowe np. Tempest, z kolorową grafiką np. Galaxian, symulatory jak Pole Position, strzelanki np. Space Invaders czy Galaga a także "planszówki" m.in. Pac-Man, Frogger lub Donkey Kong. Na początku lat 90. rozpoczął się renesans gier automatowych, zdominowany przez bijatyki jak Street Fighter II, Mortal Kombat czy Virtua Fighter. Wartość rynku zaczęła spadać pod koniec lat. 90 wraz z powstaniem nowoczesnych konsol piątej generacji z grafiką 3D oraz liberalizacją przepisów dotyczących hazardu.

### Automaty do gier w Polsce
Pierwsze maszyny które pojawił się w Polsce były flipperami i dotarły one pod koniec lat. 60. za sprawą marynarzy. Od 1972 roku, legalną dystrybucją flipperów oraz automatów do gier zajmowały się Zjednoczone Przedsiębiorstwa Rozrywkowe poprzez pojedyncze placówki na terenie kraju. Pierwszym sprowadzanym automatem był Pong, a kolejnym to systemy ze złotej ery arcade jak np. Tempest, Pac-Man, Donkey Kong, Space Invaders czy późniejsze np. Double Dragon, Gun Smoke, Dragon's Lair. Miejsca te nie były dobrze kojarzone, co wynikało z gromadzenie się osób z rzekomo złą reputacją społeczną. Pod koniec lat 80. powstały prywatne barakowozy, gdzie występował o wiele większy wybór automatów. Reformy roku 1989, przyniosły poprawę w tej branży a automaty zaczęły pojawiać się w prywatnych lokalach oraz miejscach publicznych. Początkowo wybór był bardzo zróżnicowany, od bardzo starych gier np. Periscope, Night Rider, automatów ze złotej ery, po najnowsze produkcje np. After Burner, Street Fighter 2. Powszechnym było sprowadzanie używanych systemów z Niemiec oraz przeróbka obudowy z jednej gry na drugą co skutkowało m.in. zmienionym układem przycisków. Importowano także tańsze i gorszej jakości podróbki płyt, tworzone w Azji i Europie Zachodniej. Z roku na rok sytuacja ulegała poprawie, pojawiały się coraz nowsze produkcje, legalni dystrybutorzy zagranicznych wydawców jak Deith Leisure Warszawa reprezentujący m.in. Sega, Acclaim, Midway czy Williams & Wurlitzer a same systemy zaczęły być obecne jako atrakcja na targach gier komputerowych. W połowie lat 90., najpopularniejszą maszyną uniwersalną była obudowa Ideal (z 19-calowym monitorem i dwoma joystickami), natomiast z wymiennymi kartridżami - Neo Geo. Najpopularniejszymi tytułami były m.in. Die Hard Arcade, Tekken 2, Out Run Deluxe, Ultimate Mortal Kombat 3, Out Runners czy Virtua Cop 2. Istniał również proceder umieszczania konsol w obudowie maszyny i traktowania go jako automat. Zjawisko to istniało już od końca lat 80. XX w., gdy umieszczano tam komputery. Era świetności automatów zakończyła się w Polsce, w podobnym czasie co na zachodzie

## Przykładowe automaty do gier
- pierwszy automat Computer Space[6]
- automat do gry Pong
- Space Invaders
- Galaxian
- Pac-Man
- Donkey Kong